# Ruth Shady
Ruth Martha Shady Solís (Callao, 29 de diciembre de 1946) es una antropóloga, arqueóloga y educadora peruana, reconocida por su labor de revalorización y datación del sitio arqueológico de Caral. Es fundadora y directora de la Zona Arqueológica Caral, Unidad Ejecutora 003 del Ministerio de Cultura del Perú. Además se desempeña como docente en la Escuela de Arqueología de la Facultad de Ciencias Sociales de la Universidad Nacional Mayor de San Marcos, y es Punto Focal Peruano del programa Mujeres para la Ciencia de la Academia Nacional de Ciencias del Perú.

## Biografía

### Formación
El padre de Ruth fue la principal fuente de influencia que la llevó a convertirse en arqueóloga. Gerhard H. Hirsh huyó de Chequia a Perú para escapar de la Segunda Guerra que azotaba Europa, y llegó al Callao con 20 años, donde cambió su nombre a Gerardo Shady y conoció a su madre, Rosa Solís. Las antiguas culturas que habitaron el país de su madre en el pasado se convirtieron en una gran influencia para su padre. Cuando era niña, sus padre le regalaban a ella y a sus hermanos libros donde se relataba la historia del antiguo Perú. Desde ese momento, su interés por la arqueología fue creciendo. Sus estudios secundarios los realizó en la GUE Juana Alarco de Dammert. Ingresó a la  Universidad Nacional Mayor de San Marcos en 1964, licenciándose en la carrera de Educación. Posteriormente realizó estudios de doctorado en los programas de Antropología y Arqueología. Ha hecho pasantías de especialización en los Estados Unidos y Francia.

### Desempeño profesional
De 1975 a 1984, Ruth se desempeñó como jefa de investigaciones en el Museo Nacional de Arqueología, Antropología e Historia del Perú, institución de la que fue directora en 1984.A lo largo de su trayectoria profesional ha dirigido distintos proyectos de investigación arqueológica en la costa, sierra y selva del Perú, dando énfasis al estudio del desarrollo de las organizaciones sociopolíticas complejas. Efectuó investigaciones en Maranga (Lima); Pacopampa y Chota (Cajamarca) - con el arqueólogo Hermilio Rosas LaNoire; Bagua (Amazonas) y Végueta (Huaura) -  con el arqueólogo Arturo Ruiz.
Fue directora de la Escuela Académico Profesional de Arqueología de la Universidad Nacional Mayor de San Marcos y becaria de investigación Dumbarton Oaks (Washington), durante los años 1992-1993.
Ha estado dedicada, además de la investigación y la docencia universitaria, a dirigir el Museo de Arqueología y Antropología de la Universidad Nacional Mayor de San Marcos, entre los años 1997-2002, donde impulsó programas de difusión científica mediante exposiciones, conferencias y publicaciones. Fue Decana del Colegio Profesional de Arqueólogos del Perú en el período 2006–2007. Fue coordinadora de la Maestría en Arqueología Andina de la Universidad Nacional Mayor de San Marcos entre 1999 y 2007, y en 2010. Fue Presidenta del Consejo Internacional de Monumentos y Sitios - ICOMOS Perú entre 2006 y 2012.
En 1994 fundó el Proyecto Arqueológico Caral, que inició en 1994 la investigación en el valle de Supe. Desde 2003 dirige el antes Proyecto Especial Arqueológico Caral-Supe ahora Zona Arqueológica Caral, con la finalidad de investigar, conservar y poner en valor los centros urbanos de la Civilización Caral, entre ellos la Ciudad Sagrada de Caral-Supe.
El trabajo que viene realizando se caracteriza por la aproximación multidisciplinaria y la vinculación del patrimonio arqueológico con las poblaciones actuales del entorno; la producción científica y la ejecución de proyectos con responsabilidad social.
Es autora de numerosos artículos publicados en libros y revistas, tanto peruanos como extranjeros.

## Obras
- Bagua:  del periodo formativo en la cuenca inferior del río Utcubamba (1971)
- Intensificación de los contactos entre sociedades andinas como preludio al movimiento Huari del Horizonte medio (1981)
- La cultura Nievería y la interacción social en el mundo andino en la época Huari (1982)
- La interacción regional durante la época Huari (1988)
- Sociedades del nororiente peruano durante el formativo (1992)
- La ciudad sagrada de Caral-Supe en los albores de la civilización en el Perú (1997)
- La ciudad sagrada de Caral-Supe
- La organización de la civilización andina y la formación del Estado prístino en el Arcaico Tardío (2003)
- Caral, la ciudad del fuego sagrado (2004)
- La civilización de Caral-Supe: 5000 años de identidad cultural en el Perú (2005)
- La ciudad sagrada de Caral: símbolo cultural del Perú (2006)
- «Caral-Supe and the North-Central Area of Peru: The History of Maize in the Land Where Civilization Came into Being», en el libro Histories of Maize (2006)
- «America’s First City? The Case of Late Archaic Caral», en la revista Andean Archaeology III (2006)
- La tierra sagrada de Caral-Supe (2007)

## Premios y reconocimientos
- Premio Nacional por las Mujeres en la Ciencia 2018 de L'Oreal,
- Reconocimiento de la Unesco y el Consejo Nacional de Ciencia, Tecnología e Innovación Tecnológica (Concytec). 2019.[4]
- Reconocimiento, por parte de la BBC, como una de las "100 mujeres más influyentes e inspiradoras" 2020.[5]
- Condecoración con la Orden al Mérito por Servicios Distinguidos,[6] 2021